# Klubi Sportiv Pogradeci
Il Klubi Sportiv Pogradeci, K.S. Pogradeci è una società calcistica di Pogradec, in Albania. Attualmente milita nella Kategoria e Parë, la seconda divisione del campionato nazionale.

## Storia
Fondato nel 1932 sotto il nome di "Klubi Sportiv Dragoi Pogradec", ha partecipato per la prima volta in prima divisione nel 1936.
La squadra ha terminato al primo posto la stagione 2010-2011 di Kategoria e Parë conquistando la promozione in Kategoria Superiore.

## Palmarès

### Competizioni nazionali
- Kategoria e Parë: 3

1963-1964, 1990-1991, 2010-2011
- Kategoria e Dytë: 3

1960, 1984-1985, 2023-2024

### Altri piazzamenti
- Coppa d'Albania:

Semifinalista: 1992-1993
- Kategoria e Dytë:

Secondo posto: 2003-2004

## Organico

### Rosa 2013-2014
| N. |                               | Ruolo | Calciatore         |
| -- | ----------------------------- | ----- | ------------------ |
|    | Albania (bandiera)            | P     | Anesti Lipo        |
|    | Albania (bandiera)            | P     | Mario Bytyçi       |
|    | Albania (bandiera)            | P     | Menelaos Melaj     |
|    | Albania (bandiera)            | D     | Astrit Hysenllari  |
|    | Albania (bandiera)            | D     | Kreshnik Kllogjeri |
|    | Albania (bandiera)            | D     | Nesti Marolli      |
|    | Macedonia del Nord (bandiera) | D     | Nexhat Draxhanin   |
|    | Albania (bandiera)            | D     | Valsi Binishi      |
|    | Albania (bandiera)            | D     | Jorgo Çipi         |
|    | Albania (bandiera)            | C     | Spartak Elmazi     |
|    | Albania (bandiera)            | C     | Andi Çela          |
|    | Albania (bandiera)            | C     | Armir Pura         |

| N. |                                 | Ruolo | Calciatore     |
| -- | ------------------------------- | ----- | -------------- |
|    | Albania (bandiera)              | C     | Klodian Mukja  |
|    | Albania (bandiera)              | C     | Luan Çela      |
|    | Albania (bandiera)              | C     | Sajmir Jahaj   |
|    | Bosnia ed Erzegovina (bandiera) | C     | Isa Eminhazeri |
|    | Albania (bandiera)              | C     | Edi Cajku      |
|    | Albania (bandiera)              | C     | Erjon Kreka    |
|    | Albania (bandiera)              | C     | Arbër Çollaku  |
|    | Albania (bandiera)              | A     | Erald Pustina  |
|    | Albania (bandiera)              | A     | Erjon Vukaj    |
|    | Albania (bandiera)              | A     | Fabjan Molla   |
|    | Albania (bandiera)              | A     | Kopi Çerepi    |
|    | Albania (bandiera)              | A     | Enkeleid Pengu |

### Staff tecnico
- Allenatore:  Ylli Çekiçi
- Vice-Allenatore: ?
- Team Manager: ?
- Preparatore dei portieri: ?
- Preparatore atletico: ?
- Medico sociale: ?

### Rose delle stagioni precedenti
- 2011-2012